# Czas surferów (ścieżka dźwiękowa)
Czas surferów – ścieżka dźwiękowa do filmu o tym samym tytule, w większości skomponowana przez polskiego rapera i producenta muzycznego Dominika "Donia" Grabowskiego. Wyjątek stanowią trzy kompozycje: "Ważne", "Gdzie indziej" i "Such a Great Delight", odpowiednio wyprodukowane przez Bartosza "Tabba" Zielonego, Waldemara "WDK Dańczaka i Bartosza Podborowskiego. Wydawnictwo ukazało się 18 sierpnia 2005 roku nakładem wytwórni muzycznej UMC Records. Gościnnie w nagraniach wzięli udział m.in. Kris, Deep, Liber oraz Owal/Emcedwa.

## Lista utworów
Opracowano na podstawie materiału źródłowego.
1. Doniu – "Ustawka" (scratche: DJ Story) – 00:33
2. Doniu – "To tylko my" (gościnnie: Kris, Liber) – 04:01
3. Doniu – "Czarnecka Body" (scratche: DJ Story)	– 01:06
4. Doniu – "To za czym gonisz" (gościnnie: Deep/Bobik) – 03:31
5. Owal/Emcedwa – "Przełom" (gościnnie: Kada) – 03:21
6. Doniu – "Gady" – 01:27
7. Dima – "Jest misja" – 03:37
8. Doniu – "Cuban" (scratche: DJ Story) – 01:28
9. Mezo & Tabb – "Ważne" (gościnnie: Kasia Wilk) – 03:31
10. Doniu – "Dawaj hajs" (scratche: DJ Story) – 01:11
11. Doniu – "Halo kochanie" (Radio Edit) – 03:16
12. Doniu – "Furra" (scratche: DJ Story) – 00:36
13. Liber – "Gdzie indziej" – 04:25
14. Doniu – "Twardziel" (scratche: DJ Story) – 00:53
15. Duże Pe (Cisza i Spokój) – "Ogień (Remix)" – 04:00
16. Doniu – "Palec" (scratche: DJ Story) – 00:49
17. W.B.U. – "Nie oceniaj" (gościnnie: Hary WPS, Syn Tej Ziemi) – 04:25
18. Doniu – "Syntetyk joker" (scratche: DJ Story)	– 01:23
19. Doniu – "Such a Great Delight" (gościnnie: QQA/Total Efx) – 04:45
20. Doniu – "Klama" (scratche: DJ Story) – 01:17